# Kristof Hopp
Kristof Hopp (ur. 14 lipca 1978 w Kilonii) – niemiecki badmintonista.
Startował w grze mieszanej na igrzyskach w Pekinie – odpadł w pierwszej rundzie.
W Mistrzostwach Europy w Badmintonie w 2008, grając w parze z Ingo Kindervaterem zdobył brązowy medal.